# بنداگ
بنداگ (به انگلیسی: Bandog)، نام یکی از نژادهای سگ است که خاستگاه آن به انگلستان بازمی‌گردد.